# Plękity
Plękity (niem. Plenkitten) – osada w Polsce położona w województwie warmińsko-mazurskim, w powiecie ostródzkim, w gminie Małdyty.
W latach 1975–1998 miejscowość administracyjnie należała do województwa olsztyńskiego.
We wsi znajduje się dawny folwark (obecnie mieści się tu stadnina koni), dwór późnoklasycystyczny z 1836 (w zespole dworskim stodoła z podcieniem, wspartym na kolumnach).
W miejscowości działało Państwowe Gospodarstwo Rolne – Stadnina Koni Plękity. W 1994 po przekształceniu jako Stadnina Koni Skarbu Państwa Plękity. Następnie jako Stadnina Koni Plękity Sp. z o.o. sprywatyzowana.

## Historia
Wieś wzmiankowana w dokumentach z roku 1388, jako wieś pruska pod nazwą Plenkyten, na 7 włókach. W roku 1782 we wsi odnotowano 7 domów (dymów), natomiast w 1858 w pięciu gospodarstwach domowych było 37 mieszkańców. W latach 1937–1939 było 48 mieszkańców. W roku 1973 jako przysiółek Bagnity należały do powiatu morąskiego, gmina i poczta Małdyty.